# The Lost Weekend
The Lost Weekend is een Amerikaanse film noir uit 1945 onder regie van Billy Wilder.

## Verhaal
Don Birnam is een mislukte schrijver met een drankprobleem. Met de hulp van zijn broer Wick en zijn vriendin Helen slaagt hij erin om tien dagen lang nuchter te blijven. Daags voordat hij met hen op vakantie vertrekt, stuurt hij Wick en Helen weg. Alleen thuis wordt de drang naar de fles almaar groter.

## Rolverdeling
| Acteur              | Personage          |
| ------------------- | ------------------ |
| Ray Milland         | Don Birnam         |
| Jane Wyman          | Helen St. James    |
| Phillip Terry       | Wick Birnam        |
| Howard Da Silva     | Nat                |
| Doris Dowling       | Gloria             |
| Frank Faylen        | Nolan              |
| Mary Young          | Mevrouw Deveridge  |
| Anita Sharp-Bolster | Mevrouw Foley      |
| Lilian Fontaine     | Mevrouw St. James  |
| Frank Orth          | Garderobebediende  |
| Lewis L. Russell    | Mijnheer St. James |

## Prijzen en nominaties
| Jaar | Prijs                   | Categorie                     | Genomineerde(n)               | Uitslag     |
| ---- | ----------------------- | ----------------------------- | ----------------------------- | ----------- |
| 1946 | Oscars                  | Beste film                    | Charles Brackett              | Gewonnen    |
| 1946 | Oscars                  | Beste regie                   | Billy Wilder                  | Gewonnen    |
| 1946 | Oscars                  | Beste mannelijke hoofdrol     | Ray Milland                   | Gewonnen    |
| 1946 | Oscars                  | Beste bewerkte scenario       | Charles Brackett Billy Wilder | Genomineerd |
| 1946 | Oscars                  | Beste camerawerk              | John F. Seitz                 | Genomineerd |
| 1946 | Oscars                  | Beste montage                 | Doane Harrison                | Genomineerd |
| 1946 | Oscars                  | Beste originele muziek        | Miklós Rózsa                  | Genomineerd |
| 1946 | Golden Globes           | Beste dramafilm               | Charles Brackett Billy Wilder | Gewonnen    |
| 1946 | Golden Globes           | Beste regie                   | Billy Wilder                  | Gewonnen    |
| 1946 | Golden Globes           | Beste acteur in een dramafilm | Ray Milland                   | Gewonnen    |
| 1946 | Filmfestival van Cannes | Grote Prijs                   | Billy Wilder                  | Gewonnen    |
| 1946 | Filmfestival van Cannes | Beste acteur                  | Ray Milland                   | Gewonnen    |